# Tom Moore (militar)
Sir Thomas Moore (Keighley, 30 de abril de 1920-Bedford, 2 de febrero de 2021), conocido popularmente como Capitán Tom, fue un oficial del ejército británico conocido por sus logros en la recaudación de fondos para fines benéficos en el período previo a su centenario durante la pandemia por coronavirus.
Moore sirvió en la India y en la campaña de Birmania durante la Segunda Guerra Mundial, y más tarde llegó a ser instructor de guerra acorazada. Tras la guerra, trabajó como director general de una empresa de hormigón y fue un apasionado motociclista.
El 6 de abril de 2020, a la edad de 99 años, comenzó a caminar por su jardín en apoyo de una ONG en favor del Sistema Nacional de Salud (NHS) británico, con el objetivo de recaudar 1000 libras esterlinas antes de su centenario. Durante los 24 días que duró la campaña de recaudación de fondos, hizo muchas apariciones en los medios de comunicación y se hizo muy popular en el Reino Unido, obteniendo varios reconocimientos y atrayendo más de 1,5 millones de donaciones individuales. En reconocimiento a sus esfuerzos, recibió el Premio Helen Rollason a la Personalidad Deportiva del Año de la BBC en la ceremonia de 2020. Actuó en una versión de la canción "You'll Never Walk Alone" cantada por Michael Ball, cuyos beneficios se destinaron a la misma organización benéfica. El sencillo se situó en el primer puesto de las listas musicales del Reino Unido, lo que le convirtió en la persona de más edad en conseguir un número uno en ese país.
En la mañana de su centenario, el total recaudado por su caminata superó los 30 millones de libras, y cuando la campaña se cerró al final de ese día, había aumentado a más de 32,79 millones de libras (con un valor de casi 39 millones de libras con las rebajas fiscales previstas). Su cumpleaños se conmemoró de varias maneras, con vuelos de la Real Fuerza Aérea y el Ejército Británico. Recibió más de 150 000 tarjetas felicitándole su cumpleaños y fue nombrado coronel honorífico del Army Foundation College. El 17 de julio de 2020 fue investido como Knight Bachelor en el castillo de Windsor.
El 2 de febrero de 2021 falleció a los 100 años de edad en el Hospital de Berford luego de haber sido hospitalizado en el mes de enero tras dar positivo en la prueba de COVID-19.